# فاکتور ۸ (دارو)
داروی فاکتور ۸ (Factor VIII)، دارویی است که برای درمان و پیشگیری از خونریزی در افراد مبتلا به هموفیلی ای و سایر بیماری‌ها و علل کمبود فاکتور هشت، استفاده می‌شود. این دارو همچنین ممکن است در درمان مبتلایان به بیماری فون‌ویلبراند نیز استفاده شود. این دارو، با تزریق وریدی آهسته، وارد جریان خون بیمار می‌شود.
اثرات جانبی دارو شامل برافروختگی پوست، تنگی نفس، تب و تجزیه گلبول‌های قرمز خون یا خون‌کافت است. واکنش‌های آلرژیک، از جمله آنافیلاکسی نیز ممکن است رخ دهد. مشخص نیست که آیا استفاده در دوران بارداری برای جنین و نوزاد، بی‌خطر است یا خیر. این دارو از پلاسمای خون استحصال می‌شود. اما انواع نوترکیب این دارو نیز موجود است. بدن افراد ممکن است پس از تزریق، آنتی‌بادی‌هایی علیه فاکتور ۸ بسازد که در این شرایط، اثربخشی این دارو کاهش می‌یابد.
فاکتور هشت، نخستین بار در دهه ۱۹۴۰ شناسایی شد و در دهه ۱۹۶۰ به عنوان یک دارو در دسترس قرار گرفت. فاکتور هشت نوترکیب اولین بار در سال ۱۹۸۴ ساخته و در سال ۱۹۹۲ برای استفاده پزشکی در ایالات متحده تأیید شد. این دارو در فهرست داروهای ضروری سازمان جهانی بهداشت قرار دارد.
داروی فاکتور هشت، به‌صورت تزریق وریدی، تجویز و استفاده می‌شود.

## تاریخچه
تا پیش از رشد و پیشرفت روش‌های خالص‌سازی و استحصال داروها از خون، تزریق این محصول جانبی پلاسما به جریان خون بیماران هموفیلی اغلب منجر به انتقال بیماری‌های عفونی مانند ایدز و هپاتیت می‌شد.
در اوائل دهه ۱۹۹۰، شرکت‌های داروسازی، تولید محصولات نوترکیب و سنتزی فاکتورهای خونی را آغاز کردند. استفاده از این داروها، در حال حاضر باعث جلوگیری از انتقال بیماری‌های عفونی، طی تزریق دارو شده‌است.
در ایران دو شرکت سامان داروی هشتم با نام تجاری سافاکتو و شرکت آریوژن فارمد با نام تجاری کواگیت در شکل نوترکیب این دارو را عرضه می کنند

## هزینه
هزینه خرید فاکتور هشت و دیگر فاکتورهای انعقادی مشابه، با عنوان «بسیار گران» توصیف شده‌است. هزینه فاکتورهای انعقادی، حدود ۸۰ درصد از کل هزینه‌های پزشکی افراد مبتلا به هموفیلی است. این داروها به قدری گران هستند که انجام روش ژن‌درمانی برای درمان هموفیلی، به‌ویژه برای افراد مبتلا به هموفیلی شدید، ممکن است هزینه کمتری داشته باشد.